# Jacek Roszyk
Jacek Roszyk (ur. 11 października 1972) – polski przedsiębiorca, w latach 2006–2015 prezes zarządu spółki Żabka Polska. Absolwent Uniwersytetu Ekonomicznego w Poznaniu i doktor nauk ekonomicznych. Prodziekan Klubu Partnera Uniwersytetu Ekonomicznego w Poznaniu.

## Życiorys
W latach 1995–1997 rozwijał sieć sklepów dyskontowych Biedronka.
Od 2000 roku jako Członek Zarządu oraz Dyrektor Finansowy Żabka Polska Sp. z o.o zaangażowany był w budowanie największej w Polsce sieci sklepów convenience – Żabka.
W 2009 roku stworzył nową na rynku polskim sieć sklepów spożywczych – Freshmarket, która obecnie liczy blisko 600 sklepów.
W 2010 roku otrzymał od Prezydenta RP Medal za Długoletnią Służbę jako nagrodę za sumienne wykonywanie obowiązków wynikających z pracy zawodowej w służbie Państwa.
W 2012 roku został wyróżniony Medalem za zasługi dla Uniwersytetu Ekonomicznego w Poznaniu.
W roku 2013 otrzymał od redakcji czasopisma Wiadomości Handlowe wyróżnienie Złoty Orzech, za osobisty wkład w wytyczanie nowych kierunków rozwoju branży FMCG w Polsce.
W 2014 roku został uhonorowany nagrodą Osobowość Roku w kategorii handel. Wyróżniony został za stworzenie nowoczesnej koncepcji handlu detalicznego, która na co dzień zapewnia klientom wygodę dokonywania zakupów.
Wiosną 2015 roku został usunięty ze stanowiska Prezesa Żabka Polska, kolejno ze stanowisk zarządzających spółka odchodzili również ludzie z jego bliskiego środowiska.